# 세이셸의 대통령
이 문서는 역대 세이셸의 대통령 목록과 관련 내용을 서술하고 있다.

## 세이셸의 대통령
세이셸의 대통령은 세이셸의 국가 원수이자 행정부 수반이며 5년 임기로 국민들의 투표를 통해 선출된다. 1976년 초대 대통령인 제임스 만참이 정권을 잡았으나 2대 대통령인 프랑스 알베르 르네(France Albert René)는 1977년 쿠데타로 권력을 잡았으며 1991년 다당제로 개헌 후 1993년 실시된 대선에서 대통령에 당선되었다. 르네 대통령은 2003년 부통령인 제임스 미셸(James Michel)을 후계자로 지정했으며 2004년에 사임하였다. 2004년 대통령직을 승계한 제임스 미셸은 이후 2006년에 치러진 대선에서 웨벌 람칼라완(Wavel Ramkalawan)을 누르고 당선되었으며 2011년 재선에 성공했다. 2015년 치러진 대선에서는 웨벌 람칼라완에 겨우 193표 차로 승리했다. 제임스 미셸은 2016년에 사임하고 부통령인 대니 포르(Danny Faure)를 후계자로 지정했다. 현 대통령은 2020년 10월 26일에 취임한 웨벌 람칼라완(Wavel Ramkalawan)이다.

## 목록
| #                     | 이름                                 | 이미지 | 출생연도 - 사망연도                | 취임일           | 퇴임일           | 소속 정당                                      |
| --------------------- | ------------------------------------ | ------ | ---------------------------------- | ---------------- | ---------------- | ---------------------------------------------- |
| 세이셸 공화국 (1976~) |                                      |        |                                    |                  |                  |                                                |
| 1                     | 제임스 만참 Sir James Mancham        |        | 1939년 8월 11일 ~ 2017년 1월 8일   | 1976년 6월 29일  | 1977년 6월 5일   | 세이셸 민주당                                  |
| 2                     | 프랑스알베르 르네 France-Albert René |        | 1935년 11월 16일 ~ 2019년 2월 27일 | 1977년 6월 5일   | 2004년 4월 16일  | 세이셸 인민진보전선                            |
| 3                     | 제임스 미셸 James Michel             |        | 1944년 8월 18일 ~                  | 2004년 4월 16일  | 2016년 10월 16일 | 세이셸 인민진보전선( ~ 2009년) → 세이셸 인민당 |
| 4                     | 대니 포르 Danny Faure                |        | 1962년 5월 8일 ~                   | 2016년 10월 16일 | 2020년 10월 26일 | 세이셸 인민당( ~ 2018년) → 세이셸 연합당       |
| 5                     | 웨벌 람칼라완 Wavel Ramkalawan       |        | 1959년 3월 15일 ~                  | 2020년 10월 26일 |                  | 세이셸 민주 동맹                               |

## 같이 보기
- 세이셸